# Japonská pobřežní stráž
Japonská pobřežní stráž (海上保安庁, Kaijó hoančó) je pobřežní stráží Japonska. Založena byla roku 1948 jako námořní bezpečnostní agentura a roku 2001 byla přejmenována. Patří mezi největší a nejlépe vybavené pobřežní stráže světa. Je podřízena ministerstvu dopravy, ale fakticky představuje čtvrtou ze složek ozbrojených sil. Velitelství sídlí v Tokiu. K roku 2015 stráž disponovala přibližně 12 250 osobami, 500 plavidly všech velikostí, 28 letadly a více než 30 vrtulníky. Mezi její úkoly patří ochrana výsostných vod země a námořních obchodních komunikací nebo mise SAR. Pobřežní stráž je pro Japonsko i důležitým nástrojem zahraniční politiky. Jedná se o nejstarší pobřežní stráž v Asii.

## Historie

Označení plavidel japonské pobřežní stráže

Už v průběhu 19. století Japonsko budovalo silné námořnictvo, které zajišťovalo jeho námořní obchodní trasy a prosazovalo jeho imperiální ambice. Po prohrané druhé světové válce bylo Japonské císařské námořnictvo roku 1945 rozpuštěno a až roku 1954 obnoveno jako Japonské námořní síly sebeobrany. Mezitím část jeho úkolů převzala Námořní bezpečnostní agentura, vytvořená 1. května 1948 jako součást ministerstva dopravy. Agentura při svém vzniku převzala některá plavidla zaniklého válečného námořnictva. Na počátku disponovala 155 hlídkovými, 52 zásobovacími, 20 výzkumnými plavidly a 53 minolovkami. Po prohrané válce se totiž podílela i na odminování japonských vod. Jejími hlavními úkoly přitom bylo prosazování práva a mise SAR.
Po svém obnovení mělo japonské námořnictvo sebeobranný charakter, zdůrazněný i v jeho názvu. Japonská Ústava z roku 1947 (vytvořená pod vlivem vítězných Američanů) mu totiž zakazuje vést boj mimo vlastní území. Stejně tak veřejné mínění bylo proti obnově silného námořnictva. Japonsko se po válce ocitlo pod americkým bezpečnostním deštníkem, ale to oslabení námořnictva nemohlo zcela nahradit. Mezi klíčové bezpečnostní zájmy země přitom patří ochrana námořních tras a teritoria, zejména v oblasti Jihočínského moře, kterým proplouvá drtivá většina obchodních lodí směřujících do Japonska. Tento region je mimo jiné zatížen územními spory mezi sílící Čínskou lidovou republikou a jejími sousedy (např. Filipíny, Indonésie, Malajsie a Vietnam). S těmito státy Japonská pobřežní stráž navázala spolupráci a pomáhá s rozvojem jejich vlastních pobřežních stráží.
V reakci na to Japonsko posiluje mezinárodní spolupráci s dalšími asijskými státy a zároveň rozšiřuje kapacity i poslání své pobřežní stráže, na kterou se původní námořní bezpečnostní agentura změnila v dubnu 2000. Roku 2001 navíc byly významným způsobem rozšířeny její pravomoci, mezi které patří hlídkování ve výlučné ekonomické zóně, potírání pašeráctví, pirátství a terorismu, bránění špionáži a porušování práva zahraničními rybářskými plavidly, zásahy proti podezřelým plavidlům (včetně možnosti použití síly) a strážení oblastí nárokovaných jinými státy, což se týká zejména ostrovů Senkaku.
Od roku 1996 se japonská pobřežní stráž podílí na ochraně souostroví Senkaku a dalších oblastí, o které jsou vedeny spory. V březnici 1999 plavidla pobřežní stáže u poloostrova Noto zasáhlo proti severokorejské zpravodajské lodi, přičemž užilo varovných výstřelů. Bylo to poprvé od srpen roku 1953, kdy japonská loď vypustila varovné výstřely. V prosinci 2001 hlídková loď pobřežní stráže Amami (PM-95) u ostrova Amami Óšima zasahovala proti severokorejské zpravodajské lodi, která na ni zahájila palbu. Japonská posádka palbu opětovala, což bylo prvním užitím smrtící síly japonskou lodí od konce druhé světové války. Od roku 2015 probíhají cvičení japonské pobřežní stráže a námořnictva.

## Složení

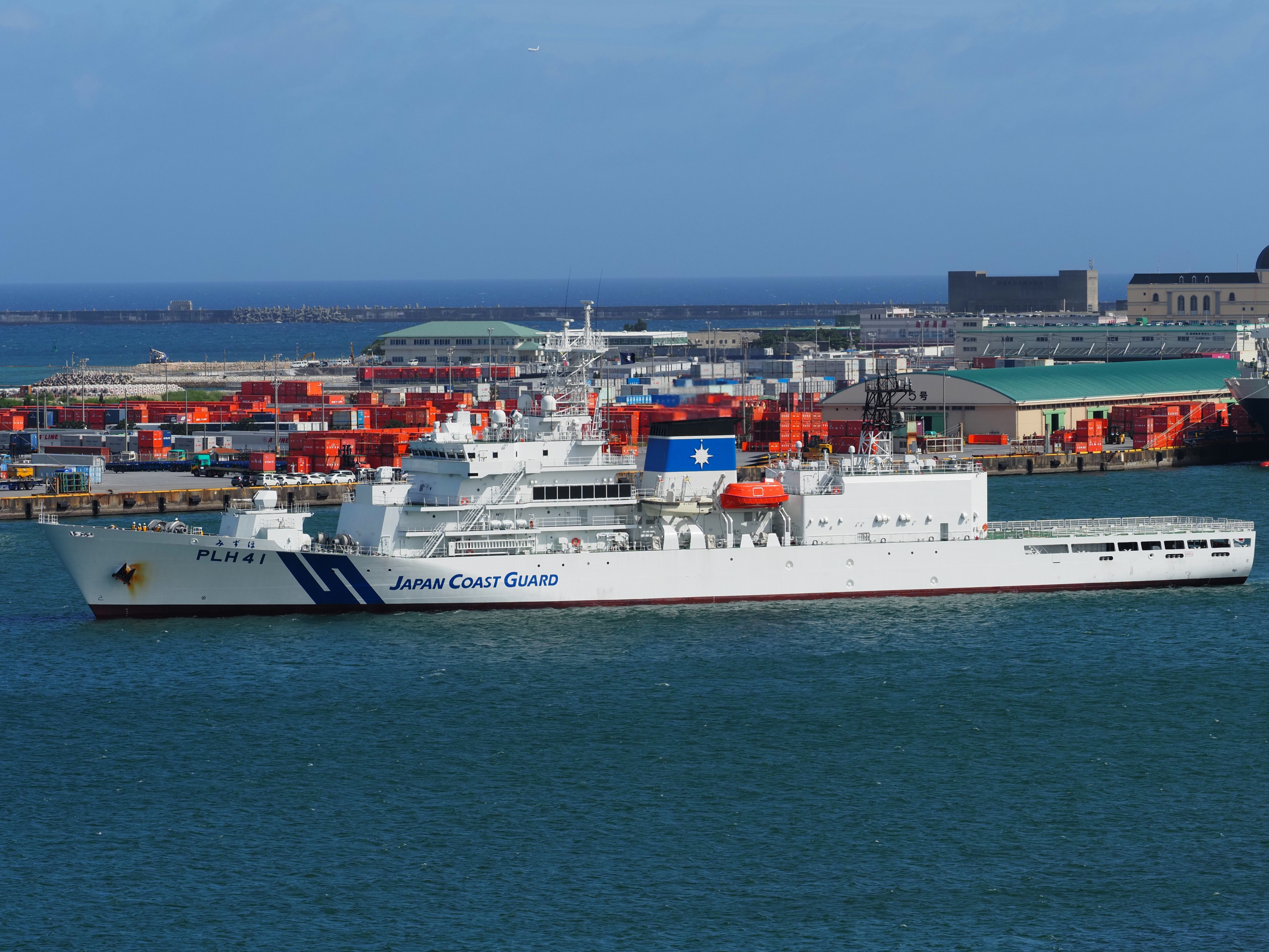
Oceánská hlídková loď Mizuho (PLH-41)

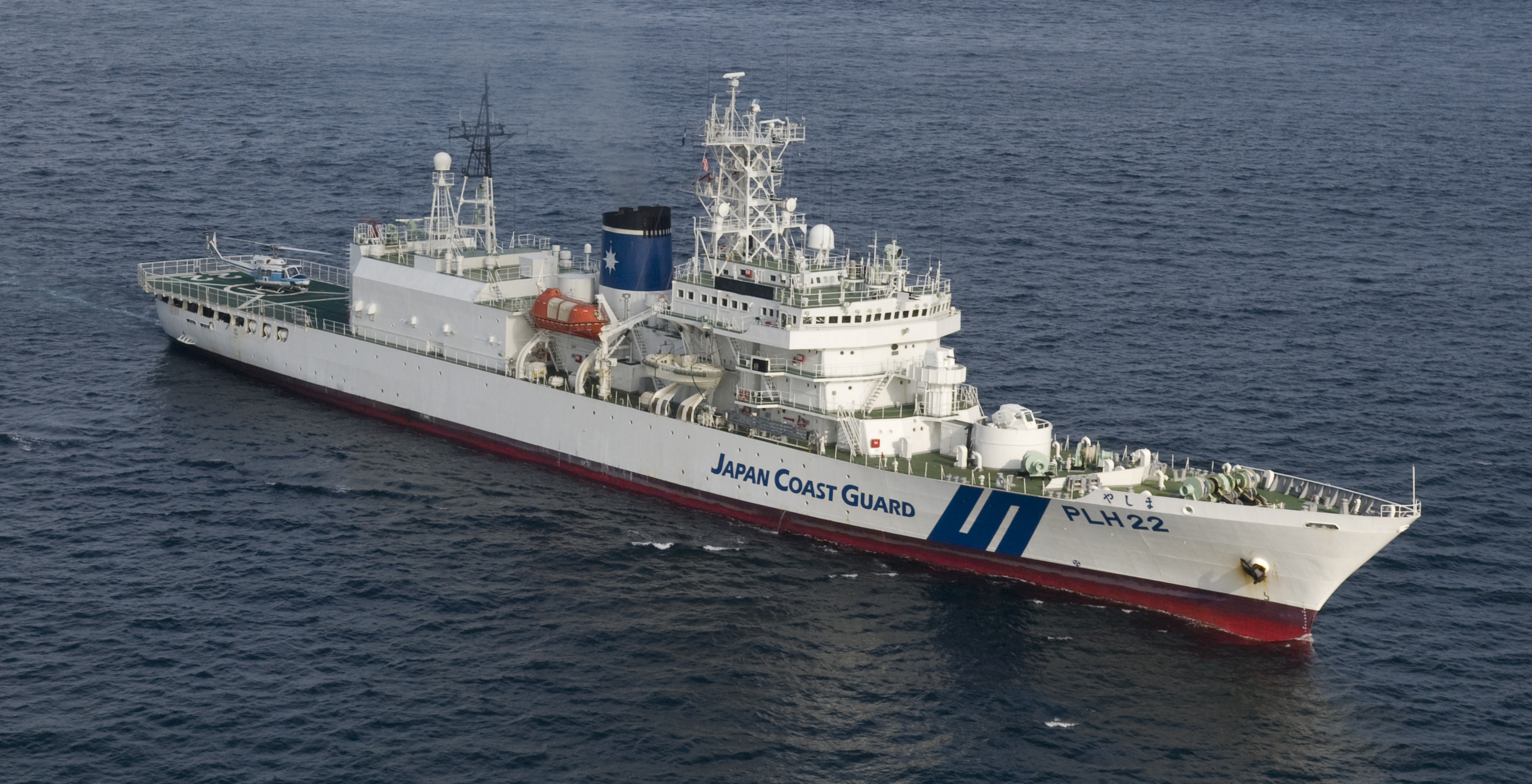
Oceánská hlídková loď Jašima (PLH-22) třídy Mizuho

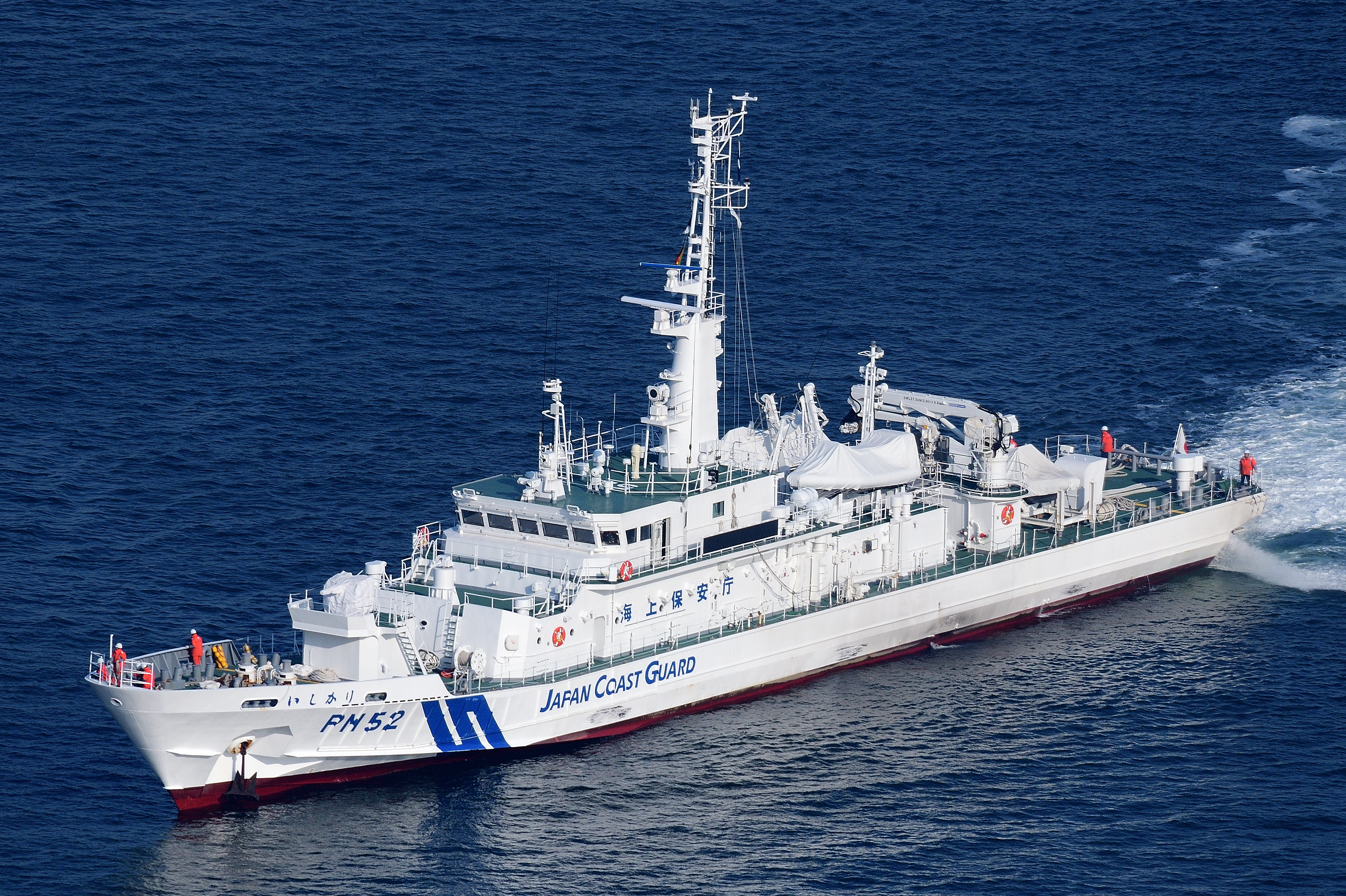
Střední hlídková loď Išikari (PM-52) třídy Katori

K roku 1990 pobřežní stráž provozovala 46 velkých hlídkových lodí. K roku 1991 ji kromě množství plavidel tvořilo 12 123 osob, přičemž provozovala 25 letounů a 39 vrtulníků.
Japonská pobřežní stráž svá plavidla dělí do několika kategorii. Oceánské hlídkové lodě jsou označeny PL (jejich podskupina PLH je vybavena hangárem pro vrtulníky), středně hlídkové lodě (výtlak cca do 700 tun) PM, malé hlídkové lodě PS (výtlak cca do 200 tun) a pobřežní hlídkové čluny PC (výtlak cca do 100 tun), velké hlídkové čluny CL (výtlak cca do 40 tun), malé hlídkové čluny CS (výtlak cca do 20 tun).
Oceánské hlídkové lodě (PLH)
- Třída Šunkó (3 ks)
- Třída Reimei (4 ks)
- Třída Mizuho (1 ks)
- Akicušima (PLH-32)
- Třída Mizuho (1 ks)
- Třída Cugaru (9 ks)
- Sója (PLH-01, 1978)

Oceánské hlídkové lodě (PL)
- Třída Mijako (4 ks)
- Izu (PL-31)
- Třída Hida (3 ks)
- Třída Iwami (6 ks)
- Třída Kunigami (23 ks)
- Třída Hateruma (9 ks)
- Třída Aso (3 ks)
- Třída Odžika (7 ks)
- Icukušima (PL-23) – cvičná a oceánská hlídková loď
- Miura (PL-22) – cvičná a oceánská hlídková loď
- Kodžima (PL-21) – cvičná a oceánská hlídková loď

Středně hlídkové lodě (PM)
- Třída Katori (9 ks)
- Tešio (PM-15)
- Třída Tešio (1 ks)
- Třída Tokara (20 ks)
- Třída Amami (2 ks)

Malé hlídkové lodě (PS)
- Třída Curugi (6 ks)
- Třída Šimodži (11 ks)
- Třída Bizan (17 ks)
- Třída Takacuki (1 ks)

## Plánované akvizice
- Třída Šunkó (1 ks)
- Třída Mizuho (1 ks)
- Sója ((PLH-01, 2024) – Náhrada plavidla Sója (PLH-01, 1978) je ve stavbě a s termínem dodání v roce 2025.
- Třída Mijako (5 ks)
- Třída Kunigami (4 ks)
- Třída Šimodži (1 ks)